# Cynoglossum australe
Cynoglossum australe là loài thực vật có hoa trong họ Mồ hôi. Loài này được R.Br. mô tả khoa học đầu tiên năm 1810.